# Lincolnsee

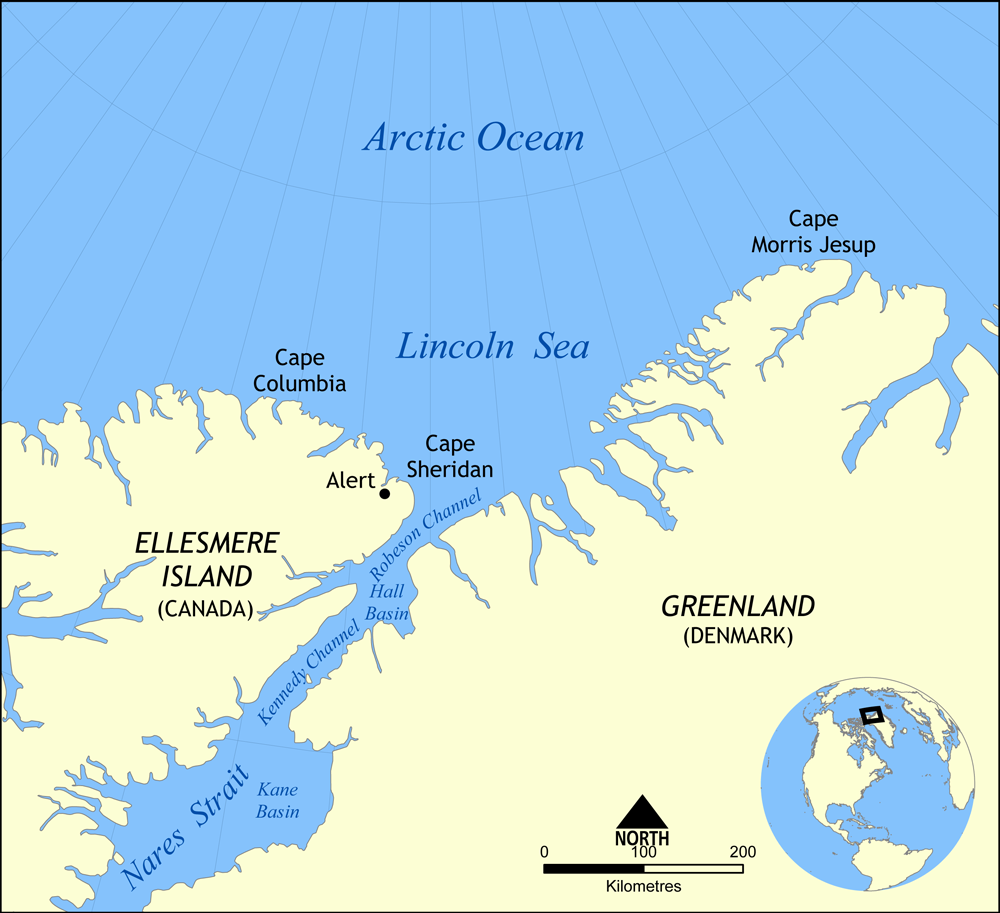
Die Lincolnsee mit Kap Columbia und Kap Morris Jesup

Die Lincolnsee ist ein Arm des Arktischen Ozeans nördlich des Kanadisch-Arktischen Archipels und Grönland. Über die Naresstraße ist sie mit der Baffin Bay verbunden. Sie erstreckt sich südlich einer gedachten Linie von Kap Columbia im Westen (nördlichster Punkt Kanadas) bis Kap Morris Jesup im Osten (nördlichster Punkt Grönlands). Im Osten schließt sich die Wandelsee an. Das so abgegrenzte Meeresgebiet umfasst eine Fläche von rund 64.000 km².
Im 19. Jahrhundert wurde in der Lincolnsee der Beginn der eisfreien Zone des Nordpolarmeeres vermutet.
Benannt wurde sie von Adolphus Greely, der sie während seiner Polarexpedition von 1881–1884 befuhr. Namensgeber ist Robert Todd Lincoln, der erste Sohn des 16. Präsidenten der USA, Abraham Lincoln, und damaliger Kriegsminister der USA.
An einer Bucht der Ellesmere-Insel zur Lincolnsee befindet sich Alert, die nördlichste menschliche Siedlung der Welt.
Koordinaten: 83° 17′ 37″ N, 57° 8′ 2″ W